# アメリカン・フットボール・リーグ (1936年)
アメリカ・フットボール・リーグ (AFL)は、1935年から1937年にかけて、かつて存在したアメリカンフットボールリーグである。リーグは当時、ほとんどメディアに取り上げられることがなかったが、アメリカではクリーブランド・ラムズが最初に所属したリーグとして知られている。「AFL」という略称のリーグは、アメリカにおいて一般的に、1970年にNFLと合併したAFLを指し、1970年までに多くのAFLという略称のリーグが設立されたので、他と区別するために本リーグは通称として「AFLⅡ」と呼ばれている。また、1937年にはロサンゼルスを本拠地とするチームが設立され、プロフットボールリーグとして初めて、アメリカ西海岸にチームを所属させたリーグである。

## 歴史
ニューヨーク・ジャイアンツの元人事部長が1935年11月15日、リーグ設立を発表し、15チームの立候補の中から8チームの参入が認められ、1936年4月11日に発足した。発足後、8チームの内、3チームが離脱し、新たに1チームの参入が認められ、最終的に6チームでシーズンが開幕した。
リーグの新しいチームはすでにNFLのフランチャイズが存在する場所に設立され、リーグ発足後、ニューヨークやピッツバーグでは、NFLからの選手引き抜きが行われた。シーズンが開幕すると観客動員が伸び悩み、引き抜きにあったNFLが選手を奪い返しに来た結果、各チーム経営が悪化し、2年目のシーズンを終えたところでリーグを解散した。

## チーム
- ボストン・シャムロックス
- ブルックリン・タイガース
- クリーブランド・ラムズ
- ニューヨーク・ヤンキース
- ピッツバーグ・アメリカンズ
- シラキュース・ブレーブス
- シンシナティ・ベンガルズ
- ロサンゼルス・ブルドッグス

## 順位表

### 1936年
| チーム                     | 勝 | 敗 | 分 | 率   | 得点 | 失点 |
| -------------------------- | -- | -- | -- | ---- | ---- | ---- |
| ボストン・シャムロックス   | 8  | 3  | 0  | .727 | 133  | 97   |
| クリーブランド・ラムズ     | 5  | 2  | 2  | .714 | 123  | 77   |
| ニューヨーク・ヤンキース   | 5  | 3  | 2  | .625 | 75   | 74   |
| ピッツバーグ・アメリカンズ | 3  | 2  | 1  | .600 | 78   | 65   |
| シラキース・ブレーブス     | 1  | 6  | 0  | .147 | 51   | 113  |
| ブルックリン・タイガース   | 0  | 6  | 1  | .000 | 58   | 82   |

### 1937年
| チーム                     | 勝 | 敗 | 分 | 率    | 得点 | 失点 |
| -------------------------- | -- | -- | -- | ----- | ---- | ---- |
| ロサンゼルス・ブルドッグス | 8  | 0  | 0  | 1.000 | 219  | 69   |
| ロチェスター・タイガース   | 3  | 3  | 1  | .500  | 94   | 115  |
| ニューヨーク・ヤンキース   | 2  | 3  | 1  | .400  | 57   | 115  |
| シンシナティ・ベンガルズ   | 2  | 3  | 2  | .400  | 102  | 89   |
| ボストン・シャムロックス   | 2  | 5  | 0  | .286  | 76   | 98   |
| ピッツバーグ・アメリカンズ | 0  | 3  | 0  | .000  | 7    | 69   |